# Sponen
Der Sponen (norwegisch für Span) ist ein 1945 m hoher Nunatak der Sør Rondane im ostantarktischen Königin-Maud-Land. Er ragt südöstlich der Balchenfjella auf.
Wissenschaftler des Norwegischen Polarinstituts benannten ihn 1988.